# Afroligusticum townsendii
Peucedanum townsendii är en växtart i släktet Afroligusticum och familjen flockblommiga växter. Den beskrevs av André Charpin och Francisco Javier Fernández Casas som Peucedanum townsendii och fick sitt nu gällande namn av Pieter J. D. Winter 2008.
Arten är en perenn ört som förekommer på ön Bioko och i Kamerun.